# میپکس درامز
میپکس درامز (انگلیسی: Mapex Drums) شرکت تجهیزات موسیقی تایوانی است، که در سال ۱۹۸۹ تأسیس شد.